# Kristall Galerie

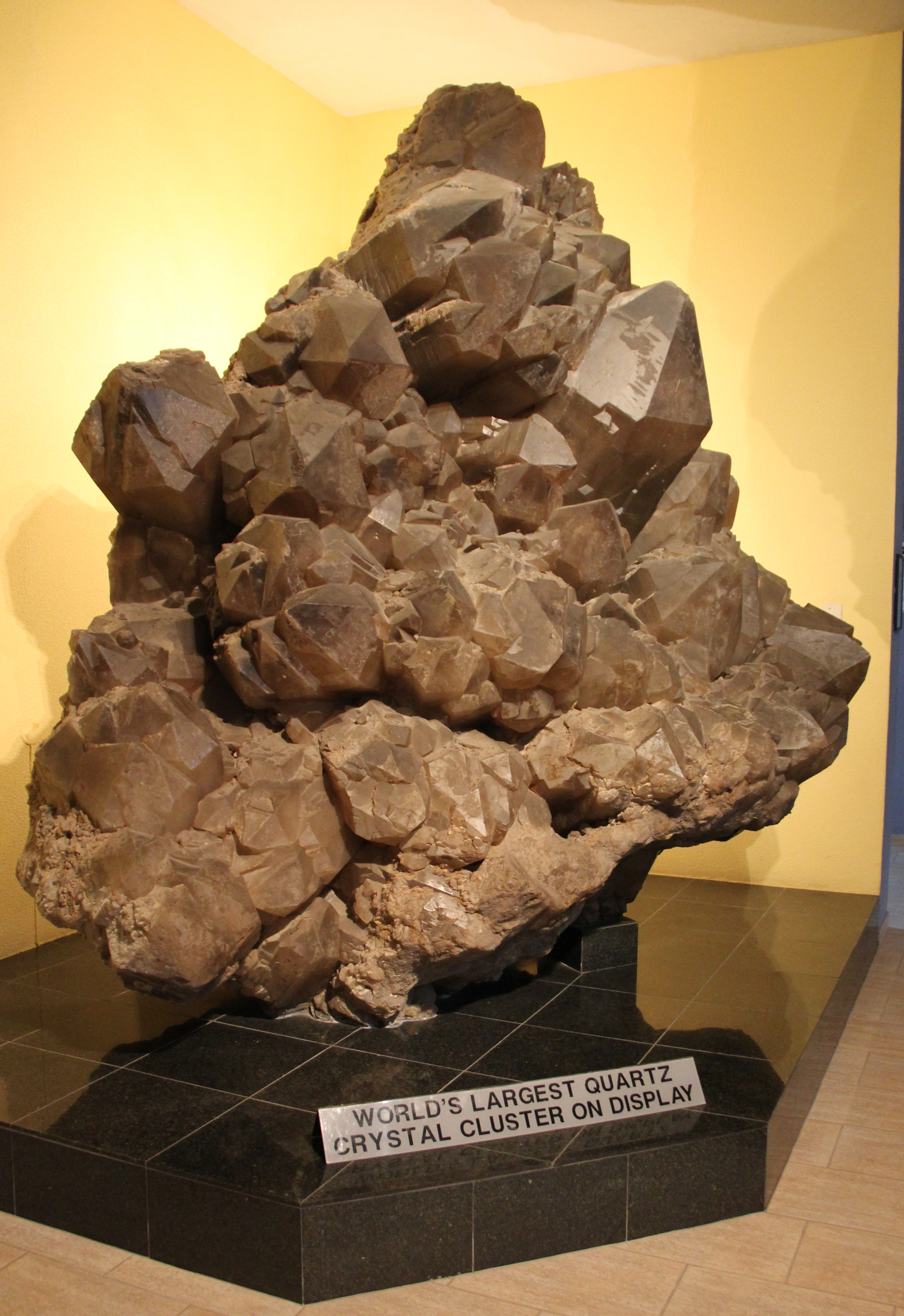
Weltgrößter Quarzkristall

Die Kristall Galerie ist ein Mineralienmuseum in der namibischen Küstenstadt Swakopmund. Es wird als privates Unternehmen betrieben.
Die Kristall Galerie, die sich in einem modernen, auffallenden Gebäude an der Ecke Tobias Hainyeko St und Theo-Ben Gurirab Ave in Swakopmund-Central befindet. Hier findet sich der weltgrößte bekannte Quarzkristall. Neben diesem werden zahlreiche Quarz- und Schmucksteine ausgestellt. Eine Besonderheit ist eine künstliche, begehbare Kristallhöhle. Zudem verfügt das Museum über ein Juwelier- und Edelsteingeschäft.